# جون ماكلولين (لاعب كرة قدم مواليد 1948)
جون ماكلولين (بالإنجليزية: John McLaughlin)‏ هو لاعب كرة قدم بريطاني في مركز ظهير ‏، ولد في 3 يناير 1948 في إستيرلينغ في المملكة المتحدة. لعب مع نادي إيفرتون ونادي فالكيرك.